# Brigitte Sy
Brigitte Françoise Sy, född 26 januari 1956 i Paris, är en fransk skådespelerska och filmregissör.

## Filmografi i urval
- 1991 – J'entends plus la guitare (roll)
- 2005 – Les Amants réguliers (roll)
- 2008 – L'Endroit idéal (manus och regi)
- 2008 – Versailles (roll)
- 2011 – Slåss för livet (roll)
- 2015 – L'astragale (manus och regi)
- 2015 – Les Ogres (manus)
- 2018 – De osynliga (roll)